# Acontia terminimaculata
Acontia terminimaculata là một loài bướm đêm trong họ Noctuidae.